# جاناتان سفرن فور
جاناتان سفرن فور (انگلیسی: Jonathan Safran Foer؛ زادهٔ ۲۱ فوریهٔ ۱۹۷۷) یک نویسنده، پدیدآور، و رمان‌نویس اهل ایالات متحده آمریکا است. او به خاطر رمان‌های همه چیز روشن شده و بسیار بلند و فوق‌العاده نزدیک شهرت یافته‌است. او در دانشگاه نیویورک ادبیات خلاق تدریس می‌کند.

## زندگی‌نامه
جاناتان در واشینگتن دی‌سی به دنیا آمد. پدرش آلبرت وکالت می‌کرد و مادرش ایشتر فرزند یکی از بازماندگان هولوکاست در لهستان بود. او دومین فرزند پسر از سه پسر این خانواده یهودی بود. وی در دبیرستان جرج تاون تحصیل کرد و در سال ۱۹۹۴ به اسرائیل مسافرت کرد. در سال ۱۹۹۵ در دانشگاه پرینستون یر سر کلاسهای نویسندگی جویس کارول اوتس حضور پیدا کرد و به قول خودش زندگیش پس از آن تغییر پیدا کرد.